# Línea 184 (Interurbanos Madrid)
La línea 184 de la red de autobuses interurbanos de Madrid une la terminal subterránea de autobuses del Intercambiador de Plaza de Castilla con El Casar.

## Características
Esta línea une Madrid con Algete, Fuente el Saz de Jarama y El Casar con un recorrido que dura aproximadamente 55 min entre cabeceras.
La línea sirve de complemento a las ya existentes que comunican el Intercambiador de Plaza de Castilla con Algete: la 181 y 182. Además de la línea 180 que sirve para comunicar Algete con la estación de Cercanías de Alcobendas-S.S. Reyes de la línea C-4a o el Metro de Madrid con la estación Hospital Infanta Sofía de la línea 10. Estas líneas no circulan por el interior de los cascos urbanos de Alcobendas ni San Sebastián de los Reyes, solo la línea 180.
También la línea se complementa con la línea 197 para comunicar el Intercambiador de Plaza de Castilla con Fuente el Saz de Jarama.
El recorrido normal circula por la A-1 sin entrar dentro del casco urbano de Alcobendas ni San Sebastián de los Reyes, realizando paradas en la vía de servicio de la A-1 antes de tomar la A-1 y circular hasta la salida 23 donde se desvía hacia la carretera M-100 en dirección a Algete. Existen algunas expediciones de vuelta que sí circulan por los cascos urbanos de Alcobendas y San Sebastián de los Reyes, haciéndolo por el Paseo de Europa y el Bulevar de Salvador Allende; circulando por la N-1 después de circular por la carretera M-100.
Algunas expediciones prolongan su recorrido a la Urbanización Las Colinas en El Casar, y existe una expedición que procede de Mesones los sábados laborables, domingos y festivos que previamente ha llegado a dicho municipio como una prolongación de la línea 182 y realiza el recorrido de vuelta en la línea 184.
Esta línea es de las pocas que poseen unas tarifas especiales al circular fuera de la Comunidad de Madrid. Además de esta condición y a pesar de que se permite utilizar el Abono Transporte en la zona tarifaria E1, existen restricciones especiales para los ámbitos de validez:
- No se permiten los viajes dentro de la propia zona, es decir, viajes con origen y destino la zona E1.

Estas restricciones no existen a la hora de abonar billetes sencillos.
Siguiendo la numeración de líneas del CRTM, las líneas que circulan por el corredor 1 son aquellas que dan servicio a los municipios situados en torno a la A-1 y comienzan con un 1. Aquellas numeradas dentro de la decena 180 corresponden a aquellas que circulan por Algete.
La línea no mantiene los mismos horarios todo el año, desde el 16 al 31 de julio se reducen el número de expediciones los días laborables entre semana (sábados laborables, domingos y festivos tienen los mismos horarios todo el año) y se reducen aún más durante el mes de agosto (también solo los días laborables entre semana), además de los días excepcionales vísperas de festivo y festivos de Navidad en los que los horarios también cambian y se reducen.
Está operada por la empresa Interbus mediante la concesión administrativa VCM-101 - Madrid - Alcobendas - Algete - Tamajón (Viajeros Comunidad de Madrid) del Consorcio Regional de Transportes de Madrid.

### Sublíneas
Aquí se recogen todas las distintas sublíneas que ha tenido la línea 184, incluyendo aquella dada de baja. La denominación de sublíneas que utiliza el CRTM es la siguiente:
- Número de línea (184)
- Sentido de circulación (1 ida, 2 vuelta)
- Número de sublínea

Por ejemplo, la sublínea 184202 corresponde a la línea 184, sentido 2 (vuelta) y el número 02 de numeración de sublíneas creadas hasta la fecha.
La sublínea marcada en negrita corresponde a una sublínea que actualmente se encuentra dada de baja y se desconoce su ruta y denominación.
| Ida    | Ruta                          | Itinerario                      | Vuelta | Ruta        | Itinerario                                   |
| 184101 | -                             | Madrid - El Casar               | 184201 | -           | El Casar - Madrid                            |
| 184102 | No existe la ruta "m" de ida  | No existe la ruta "m" de ida    | 184202 | m           | Mesones - El Casar - Madrid                  |
| 184103 | c                             | Madrid - El Casar - Las Colinas | 184203 | c           | Las Colinas - El Casar - Madrid              |
| 184104 | Desconocido                   | Desconocido                     | 184204 | Desconocido | Desconocido                                  |
| 184105 | No existe la ruta "sa" de ida | No existe la ruta "sa" de ida   | 184205 | sa          | El Casar - Madrid superficie, por Alcobendas |

## Horarios

### 1 septiembre - 15 julio
| Lunes a viernes laborables              | Lunes a viernes laborables | Sábados laborables, domingos y festivos | Sábados laborables, domingos y festivos |
| Madrid > El Casar                       | El Casar > Madrid          | Madrid > El Casar                       | El Casar > Madrid                       |
| 06:35                                   | 06:20                      | 07:20                                   | 08:15                                   |
| 07:00                                   | 07:00                      | 09:05                                   | 10:00                                   |
| 07:20                                   | 07:30                      | 11:35                                   | 12:30                                   |
| 08:05                                   | 08:10                      | 13:35                                   | 14:45                                   |
| 08:35                                   | 09:05                      | 15:50                                   | 16:35                                   |
| 09:00                                   | 09:30                      | 17:35                                   | 18:30                                   |
| 09:35                                   | 10:30                      | 19:55                                   | 20:50                                   |
| 10:35                                   | 11:30                      | 21:45                                   |                                         |
| 11:35                                   | 12:30                      |                                         |                                         |
| 12:35                                   | 13:30                      |                                         |                                         |
| 13:35                                   | 14:00                      |                                         |                                         |
| 13:55                                   | 14:45                      |                                         |                                         |
| 14:35                                   | 15:00                      |                                         |                                         |
| 15:00                                   | 15:30                      |                                         |                                         |
| 15:35                                   | 16:00                      |                                         |                                         |
| 16:00                                   | 16:30                      |                                         |                                         |
| 16:35                                   | 17:00                      |                                         |                                         |
| 17:00                                   | 17:30                      |                                         |                                         |
| 17:35                                   | 18:30                      |                                         |                                         |
| 18:35                                   | 18:30                      |                                         |                                         |
| 19:35                                   | 19:30                      |                                         |                                         |
| 20:40                                   | 20:30                      |                                         |                                         |
| 21:40                                   | 21:45                      |                                         |                                         |
| Noches de viernes y vísperas de festivo |                            |                                         |                                         |
|                                         | 02:00                      |                                         |                                         |

### 16 - 31 julio
| Lunes a viernes laborables              | Lunes a viernes laborables | Sábados laborables, domingos y festivos | Sábados laborables, domingos y festivos |
| Madrid > El Casar                       | El Casar > Madrid          | Madrid > El Casar                       | El Casar > Madrid                       |
| 06:35                                   | 06:25                      | 07:20                                   | 08:15                                   |
| 07:00                                   | 06:45                      | 09:05                                   | 10:00                                   |
| 07:20                                   | 07:20                      | 11:35                                   | 12:30                                   |
| 08:05                                   | 08:10                      | 13:35                                   | 14:45                                   |
| 08:35                                   | 09:05                      | 15:50                                   | 16:35                                   |
| 09:35                                   | 09:30                      | 17:35                                   | 18:30                                   |
| 11:35                                   | 10:30                      | 19:55                                   | 20:50                                   |
| 12:35                                   | 12:35                      | 21:45                                   |                                         |
| 13:35                                   | 13:30                      |                                         |                                         |
| 14:30                                   | 14:35                      |                                         |                                         |
| 15:00                                   | 15:30                      |                                         |                                         |
| 15:30                                   | 16:35                      |                                         |                                         |
| 16:35                                   | 17:00                      |                                         |                                         |
| 17:35                                   | 18:30                      |                                         |                                         |
| 18:35                                   | 18:35                      |                                         |                                         |
| 19:35                                   | 20:35                      |                                         |                                         |
| 21:45                                   | 21:45                      |                                         |                                         |
| Noches de viernes y vísperas de festivo |                            |                                         |                                         |
|                                         | 02:00                      |                                         |                                         |

### 1 - 31 agosto
| Lunes a viernes laborables              | Lunes a viernes laborables | Sábados laborables, domingos y festivos | Sábados laborables, domingos y festivos |
| Madrid > El Casar                       | El Casar > Madrid          | Madrid > El Casar                       | El Casar > Madrid                       |
| 07:20                                   | 06:25                      | 07:20                                   | 08:15                                   |
| 08:30                                   | 07:20                      | 09:05                                   | 10:00                                   |
| 09:35                                   | 08:10                      | 11:35                                   | 12:30                                   |
| 11:35                                   | 09:30                      | 13:35                                   | 14:45                                   |
| 12:35                                   | 10:30                      | 15:50                                   | 16:35                                   |
| 13:35                                   | 12:35                      | 17:35                                   | 18:30                                   |
| 14:30                                   | 14:35                      | 19:55                                   | 20:50                                   |
| 15:30                                   | 16:35                      | 21:45                                   |                                         |
| 17:35                                   | 17:00                      |                                         |                                         |
| 19:35                                   | 18:30                      |                                         |                                         |
| 21:40                                   | 18:35                      |                                         |                                         |
|                                         | 20:35                      |                                         |                                         |
| Noches de viernes y vísperas de festivo |                            |                                         |                                         |
|                                         | 02:00                      |                                         |                                         |

## Recorrido y paradas

Esquema de dársenas del intercambiador subterráneo de Plaza de Castilla

### Sentido El Casar
La línea inicia su recorrido en el intercambiador subterráneo de Plaza de Castilla, en la dársena 6 (los servicios que parten desde la superficie del intercambiador de Plaza de Castilla lo hacen desde la dársena 42), en este punto se establece correspondencia con todas las líneas de los corredores 1 y 7 con cabecera en el intercambiador de Plaza de Castilla. En la superficie efectúan parada varias líneas urbanas con las que tiene correspondencia, y a través de pasillos subterráneos enlaza con las líneas 1, 9 y 10 del Metro de Madrid.
Tras abandonar los túneles del intercambiador subterráneo, la línea sale al Paseo de la Castellana, donde tiene una primera parada frente al Hospital La Paz (subida de viajeros). A partir de aquí sale por la M-30 hasta el nudo de Manoteras y toma la vía de servicio de la A-1.
En la vía de servicio tiene 4 paradas que prestan servicio al área industrial y empresarial de la A-1 hasta llegar al km. 23, donde se desvía hacia la carretera M-100 en dirección a Algete (2 paradas). En el cruce con la carretera M-111, toma la carretera M-106 parando en los polígonos industriales (3 paradas) hasta llegar al casco urbano de Algete.
Dentro del casco urbano de Algete da servicio al barrio periférico que se extiende a los lados de la Calle de Santa Teresa de Jesús (2 paradas), al final de la cual sale a la carretera M-103 en dirección a Torrelaguna.
Por esta carretera llega a Fuente el Saz de Jarama, municipio que atraviesa por la travesía principal de la M-103 (3 paradas) y llegando al final del casco urbano gira a la derecha para incorporarse a la carretera M-117 en dirección a El Casar.
A lo largo de esta carretera da servicio a algunas urbanizaciones de Fuente el Saz de Jarama y Valdetorres de Jarama (4 paradas) hasta que, pasado el límite de Guadalajara, entra en El Casar por la Avenida de los Arenales, (1 parada), incorporándose después a la Avenida de Valdetorres, en la que tiene 4 paradas que atienden a la Urbanización El Coto, al final de la cual sale al casco urbano de El Casar, donde tiene su cabecera que comparte con la línea 182 en el cruce de la Calle de la Unión con la Calle de Juan Carlos I.
Dentro de El Casar también existen autobuses urbanos (estas líneas no las regula el CRTM, pero sí las opera la empresa Interbus bajo el Ayuntamiento de El Casar).
Las expediciones que tienen como destino la Urbanización Las Colinas, salen por esta carretera a la carretera N-320, que siguen en dirección a Torrelaguna hasta la desviación a la urbanización, teniendo su cabecera junto al aparcamiento principal de la Urbanización Las Colinas.
| Código                                                                                 | Zona | Localidad                  | Denominación                                                 | Ubicación                                        | Líneas de la parada | Metro             |
| -------------------------------------------------------------------------------------- | ---- | -------------------------- | ------------------------------------------------------------ | ------------------------------------------------ | --- | ----------------- |
| 17472G                                                                                 |      | Madrid                     | Intercambiador de Plaza de Castilla - Dársena 7              | Avenida de Asturias Nº2                          | 182 183 184 | Plaza de Castilla |
| 3253                                                                                   |      | Madrid                     | Paseo de la Castellana - Hospital La Paz                     | Paseo de la Castellana Nº304 - Acceso Nudo Norte | 173 174 176 151 152C 153 154C 155 155B 156 157 157C 159 161 171 181 182 183 184 185 191193194195196197N101 N102 N103 N104 | Begoña            |
| 3261                                                                                   |      | Madrid                     | Avenida de Burgos - Avenida de Francisco Pi y Margall        | Avenida de Burgos km. 10,3                       | 173 174 176 151 152C 153 154C 155 155B 156 157 157C 159 161 171 181 182 183 184 185 N101 N102 N103                        |                   |
| 06686                                                                                  |      | Madrid                     | Avenida de Burgos - Centro Comercial Sanchinarro             | Avenida de Burgos Nº133                          | 151 152C 153 154C 155 156 157 157C 158 159 161 171 181 182 183 184 185 N101 N102 N103                                     |                   |
| 06687                                                                                  |      | Madrid                     | Avenida de Burgos - Dominicos                                | Avenida de Burgos km. 11,3                       | 151 152C 153 154C 155 156 157 157C 158 159 161 171 181 182 183 184 185 N101 N102 N103                                     |                   |
| 06689                                                                                  |      | Alcobendas                 | Carretera A-1 - Calle de Cuesta Blanca                       | Carretera de Irún km. 13,7                       | 151 152C 153 154C 156 158 159 161 171 181 182 183 184 185 N101 N102 N103                                                  |                   |
| 10227                                                                                  |      | San Sebastián de los Reyes | Carretera M-100 - Camino viejo de Barajas                    | M-100 km. 22,2                                   | 180 181 182 183 184 185 197 210 N103                                                                                      |                   |
| 06736                                                                                  |      | San Sebastián de los Reyes | Carretera M-100 - El Casetón                                 | M-100 km. 21,6                                   | 180 181 182 183 184 185 197 210 N103                                                                                      |                   |
| 06737                                                                                  |      | Algete                     | Carretera M-106 - Polígono Industrial Río de Janeiro         | M-106 km. 3,5                                    | 180 181 182 184 N103 |                   |
| 13125                                                                                  |      | Algete                     | Carretera M-106 - Polígono Industrial La Garza               | M-106 km. 3                                      | 180 181 182 184 N103 |                   |
| 06739                                                                                  |      | Algete                     | Carretera M-106 - Polígono Industrial El Nogal               | M-106 km. 2,7                                    | 180 181 182 184 N103 |                   |
| 13032                                                                                  |      | Algete                     | Calle de Santa Teresa de Jesús - Calle de Juan Ramón Jiménez | Calle de Santa Teresa de Jesús S/N.º             | 184 254 FS2 N103 |                   |
| 13031                                                                                  |      | Algete                     | Calle de Santa Teresa de Jesús - Casa de Niños               | Calle de Santa Teresa de Jesús S/N.º             | 184 254 FS2 N103 |                   |
| 17999                                                                                  |      | Fuente el Saz de Jarama    | Calle Algete - Carretera de Alalpardo                        | Calle Algete Nº18                                | 184 197 FS2 |                   |
| 12085                                                                                  |      | Fuente el Saz de Jarama    | Carretera de Torrelaguna - Las Clarisas                      | Carretera de Torrelaguna km. 12,4                | 184 197 FS2 |                   |
| 11889                                                                                  |      | Fuente el Saz de Jarama    | Carretera M-117 - Urbanización Los Manantiales               | Carretera M-117 km. 0,8                          | 184 |                   |
| 11891                                                                                  |      | Fuente el Saz de Jarama    | Carretera M-117 - El Chaparro                                | Carretera M-117 km. 1,7                          | 184 |                   |
| 11893                                                                                  |      | Fuente el Saz de Jarama    | Carretera M-117 - Urbanización El Juncal                     | Carretera M-117 km. 3,8                          | 184 |                   |
| 11895                                                                                  |      | Valdetorres de Jarama      | Carretera M-117 - Urbanización La Cueva                      | Carretera M-117 km. 5,8                          | 184 |                   |
| 18757                                                                                  |      | El Casar                   | Avenida de los Arenales - Urbanización El Coto               | Avenida de los Arenales S/N.º                    | 184 |                   |
| 18755                                                                                  |      | El Casar                   | Avenida de Valdetorres - Calle de las Islas Vírgenes         | Avenida de Valdetorres S/N.º                     | 184 |                   |
| 18753                                                                                  |      | El Casar                   | Avenida de Valdetorres - Avenida del Mediterráneo            | Avenida de Valdetorres S/N.º                     | 184 |                   |
| 18751                                                                                  |      | El Casar                   | Avenida de Valdetorres - Avenida de Madrid                   | Avenida de Valdetorres S/N.º                     | 184 |                   |
| 18748                                                                                  |      | El Casar                   | Avenida de Valdetorres - Avenida de París                    | Avenida de Valdetorres S/N.º                     | 184 |                   |
| 18746                                                                                  |      | El Casar                   | Avenida de San Roque - Carretera de Fuente el Saz            | Calle de San Roque S/N.º                         | 184 |                   |
| 18758                                                                                  |      | El Casar                   | Calle La Unión - Calle de Juan Carlos I                      | Calle de Juan Carlos I S/N.º                     | 182 184 |                   |
| Los servicios que continúan a la Urbanización Las Colinas realizan la siguiente parada |      |                            |                                                              |                                                  | |                   |
| 18743                                                                                  |      | El Casar                   | Urbanización Las Colinas - Avenida de El Casar               | Avenida de El Casar S/N.º                        | 184 |                   |

### Sentido Madrid (Plaza de Castilla)
El recorrido en sentido Madrid es igual al de ida pero en sentido contrario excepto en determinados puntos:
- En Algete la parada 13125 - Carretera M-106 - Polígono Industrial La Garza no tiene pareja para las expediciones de vuelta.
- En la vía de servicio de la A-1 realiza adicionalmente las paradas 06864 - Carretera A-1 - El Encinar de los Reyes y 3265 - Avenida de Burgos Nº87 - Paso Elevado. Las parejas de las paradas 06864 y 3265 no se realizan a la ida.

| Código                                                                                              | Zona | Localidad                  | Denominación                                                 | Ubicación                                  | Líneas de la parada                                                                                       | Metro                  |
| --------------------------------------------------------------------------------------------------- | ---- | -------------------------- | ------------------------------------------------------------ | ------------------------------------------ | --- | ---------------------- |
| Los servicios que proceden de Mesones realizan esta parada                                          |      |                            |                                                              |                                            | |                        |
| 18742                                                                                               |      | Mesones                    | Mesones - Plaza de la Fuente                                 | Calle de la Fuente S/N.º                   | 182 184                                                                                                   |                        |
| Los servicios que proceden de la Urbanización Las Colinas comienzan aquí                            |      |                            |                                                              |                                            | |                        |
| 18743                                                                                               |      | El Casar                   | Urbanización Las Colinas - Avenida de El Casar               | Avenida de El Casar S/N.º                  | 184 |                        |
| Paradas del itinerario normal                                                                       |      |                            |                                                              |                                            | |                        |
| 18758                                                                                               |      | El Casar                   | Calle La Unión - Calle de Juan Carlos I                      | Calle de Juan Carlos I S/N.º               | 182 184                                                                                                   |                        |
| 18747                                                                                               |      | El Casar                   | Avenida de San Roque - Carretera de Fuente el Saz            | Calle de San Roque S/N.º                   | 184 |                        |
| 18749                                                                                               |      | El Casar                   | Avenida de Valdetorres - Avenida de París                    | Avenida de Valdetorres S/N.º               | 184 |                        |
| 18750                                                                                               |      | El Casar                   | Avenida de Valdetorres - Avenida de Madrid                   | Avenida de Valdetorres S/N.º               | 184 |                        |
| 18752                                                                                               |      | El Casar                   | Avenida de Valdetorres - Avenida del Mediterráneo            | Avenida de Valdetorres S/N.º               | 184 |                        |
| 18754                                                                                               |      | El Casar                   | Avenida de Valdetorres - Calle de las Islas Vírgenes         | Avenida de Valdetorres S/N.º               | 184 |                        |
| 18756                                                                                               |      | El Casar                   | Avenida de los Arenales - Urbanización El Coto               | Avenida de los Arenales S/N.º              | 184 |                        |
| 11896                                                                                               |      | Valdetorres de Jarama      | Carretera M-117 - Urbanización La Cueva                      | Carretera M-117 km. 5,5                    | 184 |                        |
| 11894                                                                                               |      | Fuente el Saz de Jarama    | Carretera M-117 - Urbanización El Juncal                     | Carretera M-117 km. 3,8                    | 184 |                        |
| 11892                                                                                               |      | Fuente el Saz de Jarama    | Carretera M-117 - Camino viejo de El Casar                   | Carretera M-117 km. 1,7                    | 184 |                        |
| 11890                                                                                               |      | Fuente el Saz de Jarama    | Carretera M-117 - Urbanización Los Manantiales               | Carretera M-117 km. 0,8                    | 184 |                        |
| 11101                                                                                               |      | Fuente el Saz de Jarama    | Carretera de Torrelaguna - Las Clarisas                      | Carretera de Torrelaguna Nº45              | 184 197 FS2                                                                                               |                        |
| 18000                                                                                               |      | Fuente el Saz de Jarama    | Calle Algete - Carretera de Alalpardo                        | Calle Algete Nº18                          | 184 197 FS2                                                                                               |                        |
| 13030                                                                                               |      | Algete                     | Calle de Santa Teresa de Jesús - Calle de José María Pemán   | Calle de Santa Teresa de Jesús S/N.º       | 184 254 FS2 N103                                                                                          |                        |
| 13033                                                                                               |      | Algete                     | Calle de Santa Teresa de Jesús - Calle de Juan Ramón Jiménez | Calle de Santa Teresa de Jesús S/N.º       | 184 254 FS2 N103                                                                                          |                        |
| 06745                                                                                               |      | Algete                     | Carretera M-106 - Polígono Industrial El Nogal               | M-106 km. 2,7                              | 180 181 182 184 185 N103                                                                                  |                        |
| 06746                                                                                               |      | Algete                     | Carretera M-106 - Polígono Industrial Río de Janeiro         | M-106 km. 3,5                              | 180 181 182 184 185 N103                                                                                  |                        |
| 06747                                                                                               |      | San Sebastián de los Reyes | Carretera M-100 - El Casetón                                 | M-100 km. 21,6                             | 180 181 182 183 184 185 197210N103                                                                        |                        |
| 10228                                                                                               |      | San Sebastián de los Reyes | Carretera M-100 - Camino viejo de Barajas                    | M-100 km. 22,4                             | 180 181 182 183 184 185 197210N103                                                                        |                        |
| Los servicios que pasan por Alcobendas y San Sebastián de los Reyes realizan las siguientes paradas |      |                            |                                                              |                                            | |                        |
| 06749                                                                                               |      | San Sebastián de los Reyes | Carretera Antigua de Burgos - Granja Escuela                 | N-1 km. 21,9                               | 161 166 171 180 181 182 183 184 185 N103                                                                  |                        |
| 06750                                                                                               |      | San Sebastián de los Reyes | Carretera Antigua de Burgos - La Granjilla                   | N-1 km. 20,4                               | 161 166 171 180 181 182 183 184 185 N103                                                                  |                        |
| 16438                                                                                               |      | San Sebastián de los Reyes | Carretera Antigua de Burgos - Centro Comercial Alegra        | N-1 km. 19,9                               | 166 171 180 181 182 183 184 185 191193194195196197210N103 N104                                            |                        |
| 17025                                                                                               |      | San Sebastián de los Reyes | Paseo de Europa - Hospital Infanta Sofía                     | Paseo de Europa Nº11                       | 166 171 180 181 182 183 184 191193194195196197210N103 N104                                                | Hospital Infanta Sofía |
| 10019                                                                                               |      | San Sebastián de los Reyes | Paseo de Europa - Glorieta de Antoni Gaudí                   | Paseo de Europa Nº7                        | 171 180 181 182 183 184 191193194195196197N103 N104                                                       |                        |
| 12422                                                                                               |      | San Sebastián de los Reyes | Paseo de Europa - Avenida de los Montes de Oca               | Paseo de Europa Nº1                        | 171 180 181 182 183 184 191193194195196197N103 N104                                                       |                        |
| 17238                                                                                               |      | San Sebastián de los Reyes | Paseo de Europa - Calle de Leopoldo Gimeno                   | Paseo de Europa Nº26                       | 152C 156 161 171 180 181 182 183 184 N102 N103 4 5                                                        |                        |
| 06751                                                                                               |      | San Sebastián de los Reyes | Paseo de Europa - Parque Picos de Olite                      | Paseo de Europa Nº26                       | 152C 156 161 171 180 181 182 183 184 191 193 194 195 196 197 N102 N103 N104 VAC-2424 5                    |                        |
| 15191                                                                                               |      | San Sebastián de los Reyes | Paseo de Europa - Avenida de España                          | Paseo de Europa Nº26                       | 152C 156 161 171 180 181 182 183 184 191193194195196197N102 N103 N1044 5                                  |                        |
| 06752                                                                                               |      | Alcobendas                 | Bulevar de Salvador Allende - Calle de Soria                 | Bulevar de Salvador Allende Nº19           | 181 182 183 184 191193194195196197N103 N104VAC-242                                                        |                        |
| Paradas del itinerario normal                                                                       |      |                            |                                                              |                                            | |                        |
| 06863                                                                                               |      | Alcobendas                 | Carretera A-1 - Calle de Cuesta Blanca                       | Carretera de Irún km. 14,2                 | 151 152C 153 154C 156 158 159 161 171 181 182 183 184 185 N101 N102 N103                                  |                        |
| 06864                                                                                               |      | Alcobendas                 | Carretera A-1 - El Encinar de los Reyes                      | Carretera de Irún km. 13                   | 151 152C 153 154C 155 156 158 159 161 171 181 182 183 184 185 N101 N102 N103                              |                        |
| 06865                                                                                               |      | Madrid                     | Avenida de Burgos - Dominicos                                | Avenida de Santo Domingo de la Calzada Nº1 | 151 152C 153 154C 155 156 157 157C 158 159 161 171 181 182 183 184 185 N101 N102 N103                     |                        |
| 50000                                                                                               |      | Madrid                     | Avenida de Burgos - Centro Financiero                        | Avenida de Burgos Nº135                    | 151 152C 153 154C 155 156 157 157C 158 159 161 171 181 182 183 184 185 N101 N102 N103                     |                        |
| 3602                                                                                                |      | Madrid                     | Avenida de Burgos Nº93                                       | Avenida de Burgos km. 10,1                 | 173 174 176 SE833 151 152C 153 154C 155 155B 156 157 157C 159 161 171 181 182 183 184 185 N101 N102 N103  |                        |
| 3265                                                                                                |      | Madrid                     | Avenida de Burgos Nº87 - Paso Elevado                        | Avenida de Burgos Nº87                     | 173 174 176 SE833 151 152C 153 154C 155 155B 156 157 157C 159 161 171 181 182 183 184 185 N101 N102 N103  |                        |
| 10550                                                                                               |      | Madrid                     | Paseo de la Castellana - Hospital La Paz                     | Paseo de la Castellana Nº296               | 151 152C 153 154C 155 155B 156 157 157C 159 161 181 182 183 184 185 191193194195196197N101 N102 N103 N104 | Begoña                 |
| Terminal de las expediciónes que terminan en la superficie del Intercambiador de Plaza de Castilla  |      |                            |                                                              |                                            | |                        |
| 18074                                                                                               |      | Madrid                     | Intercambiador de Plaza de Castilla                          | Paseo de la Castellana Nº195               | Descenso antes de la dársena 42                                                                           | Plaza de Castilla      |
| Terminal del itinerario normal                                                                      |      |                            |                                                              |                                            | |                        |
| 17472                                                                                               |      | Madrid                     | Intercambiador de Plaza de Castilla                          | Avenida de Asturias Nº2                    | Descenso en las dársenas 8, 9 y 10.                                                                       | Plaza de Castilla      |